# Silmont
Silmont település Franciaországban, Meuse megyében. Lakosainak száma 143 fő (2022. január 1.). Silmont Guerpont, Loisey, Longeville-en-Barrois, Tannois és Culey községekkel határos.

## Népesség
A település népessége az elmúlt években az alábbi módon változott:
| Lakosok száma | 101  | 238  | 232  | 173  | 177  | 164  | 159  | 150  | 146  | 143  |
|               | 1968 | 1982 | 1990 | 2006 | 2013 | 2015 | 2017 | 2019 | 2020 | 2022 |